# Amenhotep III
Amenhotep III (tên Hy Lạp hóa là Amenophis III; tên tiếng Ai Cập: Amāna-Ḥātpa; dịch nghĩa: Amun đẹp lòng), còn gọi là Amenhotep Vĩ Đại là vị pharaon thứ 9 thuộc Vương triều thứ 18 của Ai Cập cổ đại. Theo các nhà khảo cổ và sử gia khác nhau, Amenhotep cai trị Ai Cập từ tháng 6 năm 1386 đến năm 1349 trước Tây lịch, hoặc từ tháng 6 năm 1388 đến tháng 12 năm 351/1350 trước Tây lịch, sau khi cha là Thutmose IV chết. Amenhotep III là con của Thutmose với người vợ bé, Mutemwiya.
Triều đại Amenhotep đánh dấu một thời kỳ phát triển rực rỡ về kinh tế, văn hoá, nghệ thuật của Ai Cập. Amenhotep chết khoảng năm thứ 38 hoặc 39 của triều đại mình; con trưởng là Thutmose đã chết trước, con thứ lên ngôi tức Amenhotep IV, sau đổi tên là Akhenaten.

## Gia đình
Ông là con trai của vua Thutmosis IV (con trai của Amenhotep II) với một người vợ bé tên là Mutemwiya, Amenhotep sinh vào khoảng năm 1388 TCN. Ông còn là một thành viên của vương triều Thutmosis đã trị vì Ai Cập trong gần 150 năm kể từ vương triều của Thutmose I.
Amenhotep III là cha của hai người con trai với Người Vợ Hoàng Gia Vĩ Đại Tiye, người con đầu là thái tử Thutmose vốn mất trước ông, và người con trai thứ hai là Amenhotep IV, sau này được biết đến với tên gọi Akhenaten, sau này kế vị Amenhotep III. Amenhotep III cũng có thể là cha của một người con trai thứ ba có tên là Smenkhkare, sau này sẽ kế vị Akhenaten trở thành pharaon và trị vì Ai Cập trong một thời gian ngắn.
Amenhotep III và Tiye cũng có thể đã có bốn người con gái: Sitamun, Henuttaneb, Isis hoặc Iset, và Nebetah  Họ thường xuyên xuất hiện trên các bức tượng và phù điêu dưới vương triều của ông và cũng được miêu tả bằng các bức tượng nhỏ hơn -nngoại trừ Nebetah. Nebetah được chứng thực chỉ duy nhất một lần trong các ghi chép lịch sử là từ các bức tượng đá vôi khổng lồ tại Medinet Habu. Tác phẩm điêu khắc khổng lồ này cao bảy mét, cho thấy Amenhotep III và Tiye ngồi cạnh nhau, " với ba người con gái của họ đứng trước ngai vàng - Henuttaneb, lớn nhất và được bảo quản tốt nhất, đứng ở giữa; Nebetah bên phải; và một người khác bên trái bị mất tên ".

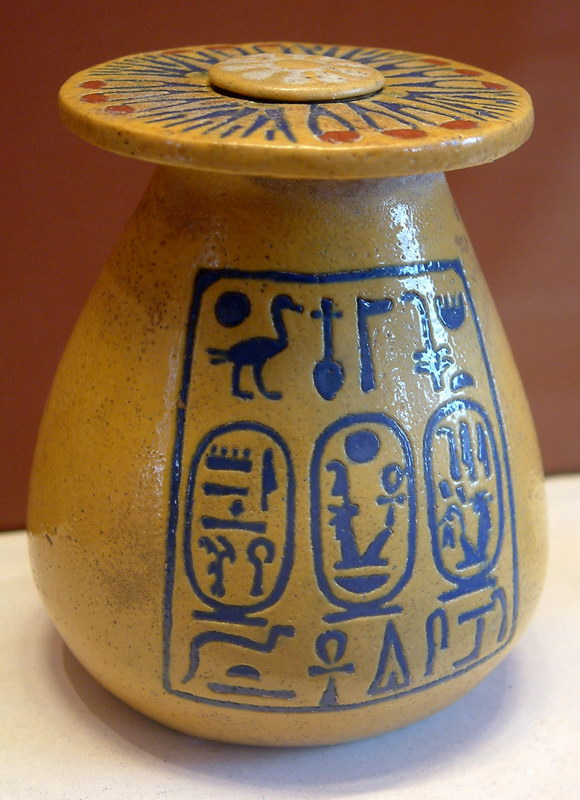
Chiếc bình ở bảo tàng Louvre cùng với tên của Amenohotep III và Tiye viết trong đồ hình bên trái, (và của Tiye bên phải).

Amenhotep III đã tấn phong hai trong số bốn người con gái của ông-Sitamun và Isis- tước hiệu "người vợ hoàng gia vĩ đại" trong thập niên cuối cùng dưới vương triều của ông. Bằng chứng là Sitamun đã được tấn phong tước hiệu này vào năm thứ 30 dưới vương triều của ông, nhờ những chữ khắc trên nhãn chiếc bình được phát hiện từ cung điện hoàng gia ở Malkata.
Amenhotep III còn được biết là đã kết hôn với một số người vợ ngoại quốc:
- Gilukhepa, con gái vua Shuttarna II của Mitanni, vào năm thứ mười dưới vương triều của ông.[9]
- Tadukhepa, con gái vị vua đồng minh Tushratta của Mitanni, Khoảng năm 36 dưới vương triều của ông.[10][11]
- Một người con gái của vua Kurigalzu, vua của Babylon.[11]
- Một người con gái của vua Kadashman-Enlil, vua của Babylon.[11]
- Một người con gái của Tarhundaradu, vua của Arzawa.[11]
- Một người con gái của vua xứ Ammia (Syria ngày nay).[11]

## Cuộc đời
Amenhotep III là vị pharaon có số lượng các bức tượng còn tồn tại cho tới ngày nay nhiều hơn hơn bất kỳ vị pharaon Ai Cập nào, với hơn 250 bức tượng của ông đã được phát hiện và xác định. Những bức tượng này được tạo nên trong suốt cuộc đời ông, và chúng cung cấp một loạt các bức chân dung bao gồm toàn bộ độ dài vương triều của ông.
Một điểm nổi bật khác dưới vương triều Amenhotep III đó là một loạt hơn 200 bọ hung kỷ niệm lớn đã bằng đá đã được phát hiện trên một khu vực địa lý rộng lớn khác nhau, từ Syria (Ras Shamra) tới tận Soleb ở Nubia. Những đoạn văn dài được ghi lại trên chúng ca ngợi những thành tựu của pharaon. Ví dụ, 123 con bọ hung kỷ niệm ghi lại số lượng lớn những con sư tử (hoặc 102 hoặc 110 tùy thuộc vào cách đọc) mà Amenhotep III đã giết chết "với các mũi tên của mình" từ năm trị vì đầu tiên đến năm thứ mười của ông. Tương tự như vậy, năm con bọ hung khác tuyên bố rằng công chúa ngoại quốc sẽ trở thành một người vợ của ông, Gilukhepa, đến Ai Cập với một đoàn tùy tùng gồm 317 cung nữ. Bà là người đầu tiên trong số nhiều vị công chúa sẽ gia nhập vào hậu cung của pharaon.
111 văn bia khác ghi lại việc đào một hồ nước nhân tạo mà ông đã xây dựng cho Chính cung Hoàng Hậu, Nữ hoàng Tiye, vào năm cai trị thứ 11:
"Năm trị vì thứ 11 của Đức vua... Amenhotep (III), vua của Thebes, trường tồn, và Chính cung hoàng hậu Tiye, mãi trường tồn; Cha của người tên là Yuya, mẹ của người tên là Tuya. Đức vua dụ đào một hồ nước cho chính cung hoàng hậu Tiye -mãi trường tồn- ở thị trấn Djakaru của người (gần Akhmin) chiều dài của nó là 3.700 (thước) và chiều rộng của nó là 700 (thước) (Đức vua) tổ chức lễ hội khánh thành hồ vào tháng thứ ba của mùa lụt, ngày mười sáu. Đức vua đã dạo chơi trên chiếc thuyền mui hoàng gia Aten-tjehen [trên hồ]. "

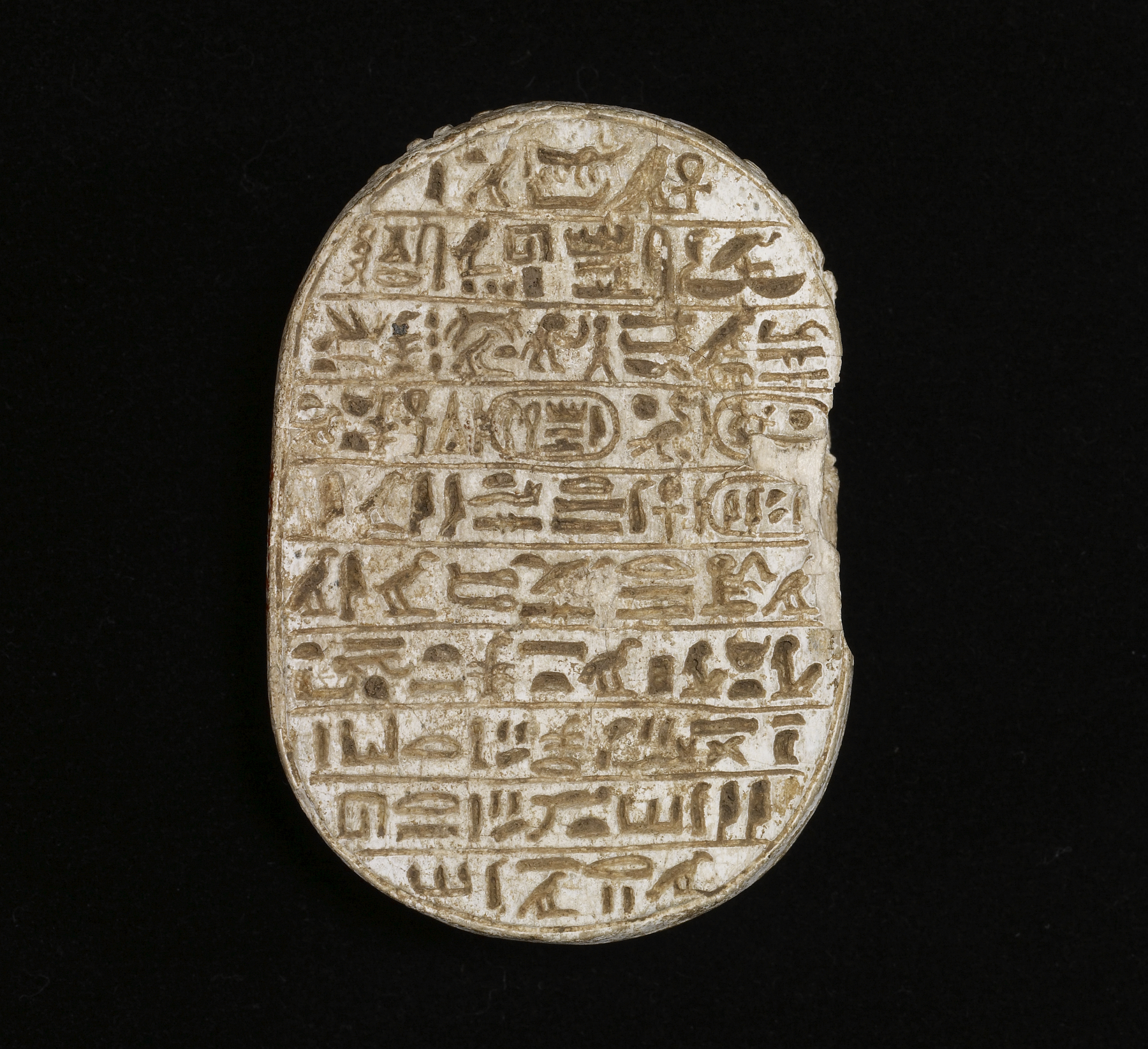
Một trong nhiều văn bia của Amenhotep III. Con bọ hung này thuộc về một lớp gọi là "bọ hung kết hôn", khẳng định sức mạnh thần thánh của nhà vua và tính hợp pháp của vợ ông, Tiye. Bảo tàng nghệ thuật Walters,

Amenhotep dường như đã lên ngôi khi vẫn còn là một đứa trẻ, có lẽ trong độ tuổi từ 6 đến 12. Có khả năng là có một quan nhiếp chính đã thay mặt cho ông khi ông trở thành pharaon sớm như vậy. Ông cưới Tiye hai năm sau đó và bà còn sống tới tận 12 năm sau khi ông qua đời. vương triều lâu dài của ông là một thời kỳ cực kỳ thịnh vượng và nghệ thuật cũng đã phát triển rực rỡ, đó là lúc Ai Cập đạt đến đỉnh cao về nghệ thuật và là một cường quốc hùng mạnh. Bằng chứng cho điều này được thể hiện thông qua các bức thư tín ngoại giao từ các vị vua Assyria, Mitanni, Babylon, và Hatti mà được biết đến với tên gọi các bức thư Amarna; những bức thư này ghi lại những yêu cầu thường xuyên về vàng và nhiều quà tặng khác của các vị vua này đối với pharaon. Những lá thư này trải dài trong khoảng thời gian từ năm 30 của Amenhotep III cho đến ít nhất là cuối vương triều Akhenaten.
Vương triều của vị pharaon này tương đối hoà bình và yên ổn. Hoạt động quân sự duy nhất được ghi nhận của nhà vua được ghi lại trên ba bia đá chiến thắng được chạm khắc vào năm thứ năm của ông và được tìm thấy gần Aswan và đảo Sãi thuộc Nubia. Theo bia này, Amenhotep III thân đi đánh người Kush "mang lòng dạ tráo trở" và giành chiến thắng; trận chiến được miêu tả lại với sự nhấn mạnh tài năng quân sự của ông cùng với sự cường điệu điển hình được sử dụng bởi các pharaon.

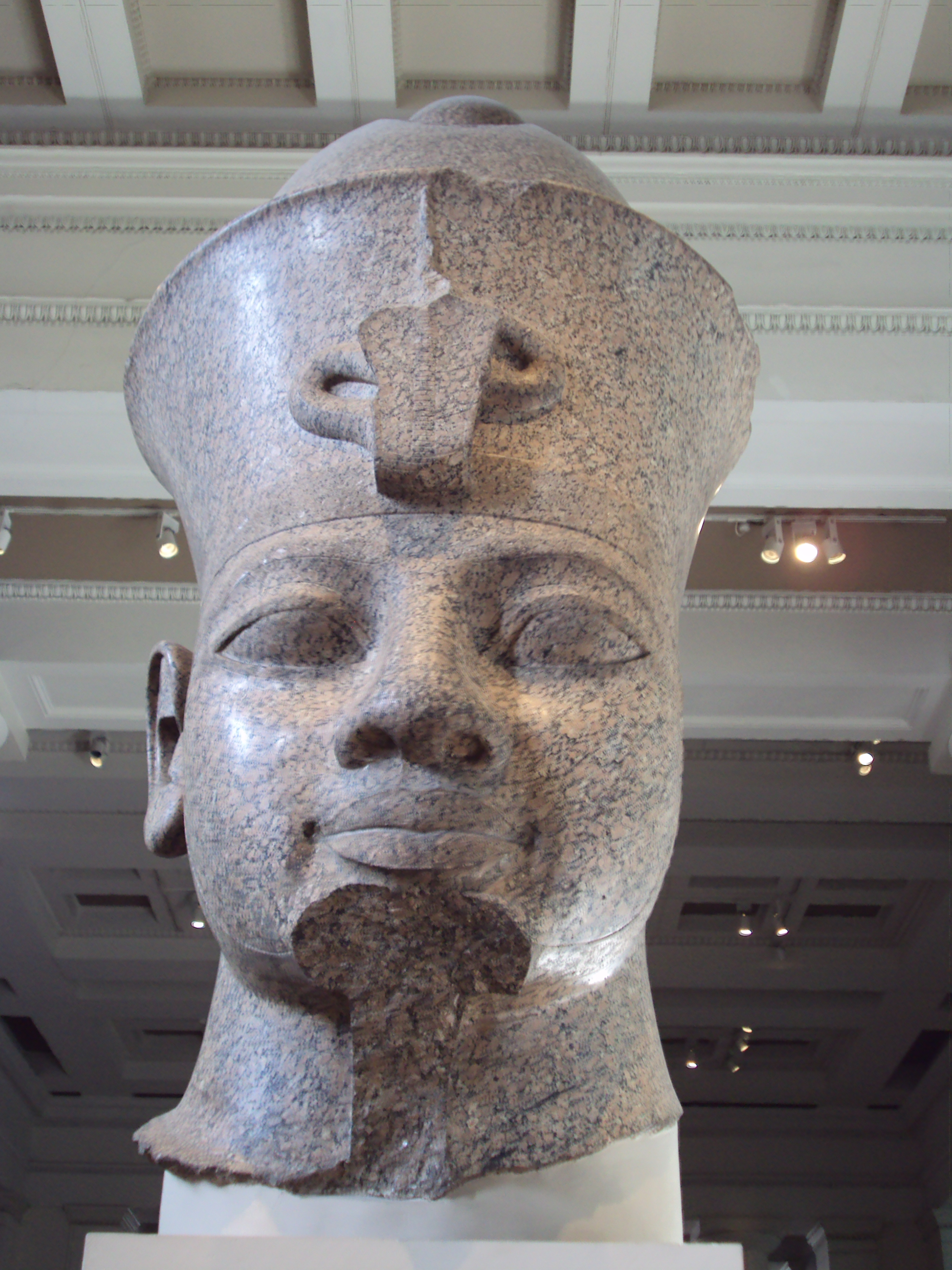
Đầu tượng bằng đá granite của Amenhotep III, bảo tàng Anh Quốc.

Amenhotep III đã tổ chức ba lễ hội Sed lần lượt vào năm thứ 30, năm thứ 34, và năm 37 tại cung điện mùa hè của ông tại Malkata ở Tây Thebes. Cung điện này, được gọi là Per-Hay hay "Ngôi nhà vui mừng" vào thời cổ đại, bao gồm một đền thờ Amun và một sảnh đường lễ hội được xây dựng đặc biệt cho dịp này. Một trong những tên hiệu phổ biến của nhà vua là Aten-tjehen có nghĩa là "Đĩa mặh trời sáng chói"; nó xuất hiện trong cả vương hiệu của nhà vua tại ngôi đền Luxor và, thường xuyên được dùng để gọi tên cho một trong những cung điện của ông cũng như chiếc thuyền mui hoàng gia năm thứ 11, và bao gồm cả một toán quân trong quân đội của Amenhotep.
Có một thần thoại về sự ra đời thiêng liêng của Amenhotep III được miêu tả lại tại đền Luxor. Trong thần thoại này, Amenhotep III vốn là con trai của Amun với Mutemwiya, khi vị thần này xuất hiện dưới hình dạng của Thutmosis IV.

### Giả thuyết về giai đoạn đồng trị vì với Akhenaten

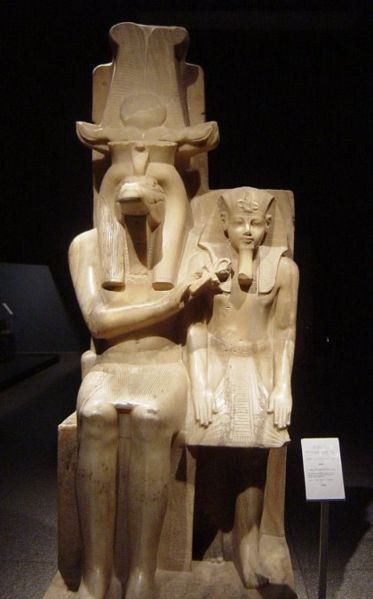
Amenhotep III và thần Sobek, từ Dahamsha, nay nằm tại bảo tàng Luxor

Hiện nay chưa có bằng chứng nào cho thấy một giai đoạn đồng trị vì giữa Amenhotep III và con trai ông, Akhenaten. Một lá thư từ các kho lưu trữ trong cung điện Amarna có niên đại năm 2- chứ không phải là năm 12 -dưới vương triều Akhenaten từ vua Mitanni, Tushratta, (thư Amarna EA 27) vẫn còn lưu giữ một lời phàn nàn về việc Akhenaten không tôn trọng lời hứa của cha ông ta đó là gửi cho Tushratta bức tượng làm bằng vàng ròng như một phần của hồi môn đổi lại việc ông ta gả con gái mình, Tadukhepa, cho pharaon. Điều này ngụ ý rằng nếu bất kỳ sự đồng cai trị nào xảy ra giữa Amenhotep III và Akhenaten, nó kéo dài không quá một năm..
Tuy nhiên vào tháng 2 năm 2014, Bộ cổ vật Ai Cập đã công bố bằng chứng thuyết phục cho thấy Akhenaten đã cùng đồng trị vì với người cha của ông ta trong ít nhất 8 năm, dựa trên các bằng chứng đến từ các ngôi mộ của tể tướng Amenhotep-Huy. Ngôi mộ này đã một nhóm đa quốc gia tiến hành nghiên cứu và được dẫn đầu bởi Instituto de Estudios del Antiguo Egipto de Madrid cùng tiến sĩ Martin Valentin.
Giả thuyết về giai đoạn đồng trị vì đã được John Pendlebury đề xuất đầu tiên khi ông ta tiến hành khai quật ở Amarna, cũng như bởi N. de Garis Davies.

### Những năm cuối đời

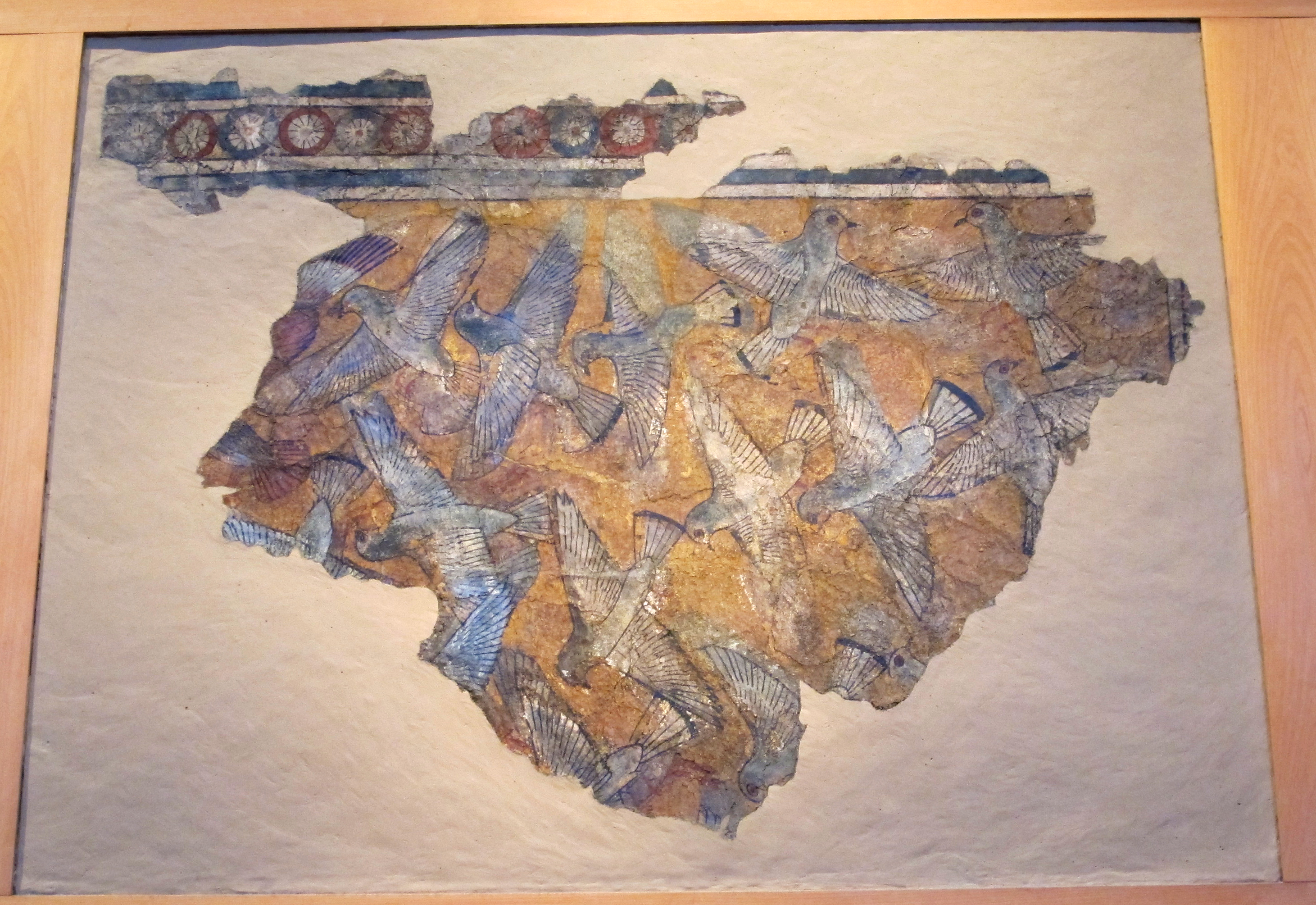
Birds - Wall painting fragment from the Malkata palace. Metropolitan Museum of Art

Phù điêu từ các bức tường của ngôi đền thần Soleb ở Nubia và những cảnh từ các ngôi mộ Thebes của Kheruef, Đại thần của Chính cung hoàng hậu, Tiye, đã miêu tả Amenhotep trong tình trạng đau yếu. Các nhà khoa học tin rằng trong những năm tháng cuối đời, ông bị viêm khớp và đã mắc chứng béo phị. Một số học giả cho rằng Amenhotep đã yêu cầu và nhận được từ người cha vợ, vua Tushratta của Mitanni, một bức tượng thần Ishtar của Nineveh-nữ thần chữa bệnh-để chữa các căn bệnh khác nhau ông trong đó bao gồm những ổ áp xe đau đớn ở răng của ông. Một cuộc khám nghiệm pháp y xác ướp của ông cho thấy rằng ông có lẽ đã liên tục chịu sự đau đớn trong những năm cuối đời do hàm răng bị mòn và rỗ của mình. Tuy nhiên, từ việc phân tích thư Amarna EA 23 được William L. Moran tiến hành gần đây, trong đó thuật lại việc vận chuyển bức tượng nữ thần tới Thebes, lại không ủng hộ cho giả thuyết này. Sự xuất hiện của bức tượng trùng hợp với cuộc hôn nhân giữa Tadukhepa, con gái Tushratta với Amenhotep III, trong năm thứ 36 của pharaon; bức thư EA 23 đến Ai Cập vào ngày "năm trị vì thứ 36, tháng thứ tư của mùa đông, ngày 1". Hơn nữa, Tushratta không bao giờ đề cập đến trong EA 23 rằng bức tượng được gửi đến là nhằm chữa khỏi các căn bệnh cho Amenhotep. Thay vào đó, Tushratta chỉ viết:
| “ | Nói với Nimmureya (tức là: Amenhotep III), vị vua của Ai Cập, người anh em của ta, con rể của ta, người mà ta yêu thương và người yêu thương ta: Như thế Tušratta, vua của Mitanni, người yêu thương ngài, cha vợ của ngài. Đối với ta mọi việc đều suôn sẻ. Đối với ngài cũng sẽ tốt như thế. Đối với hậu cung dành cho Tadu-Heba (tức là: Tadukhepa), con gái của ta, vợ của ngài, người ngài yêu thương, tất cả cũng tốt như vậy. Đối với vợ ngài, con trai ngài, quan lại của ngài, chiến xa của ngài, cho ngựa của ngài, cho quân đội của ngài, cho đất nước của ngài, và cho bất cứ điều gì khác thuộc về ngài, tất cả đều sẽ rất, rất tốt. Vì thế Šauška của Nineveh, chủ nhân của tất cả các vùng đất: "Ta muốn đi đến Ai Cập, một quốc gia mà ta yêu mến, và sau đó quay trở lại." Bây giờ ta đưa ngài đi, và ngài đang trên đường. Bây giờ, vào thời của cha ta cũng như vậy,... [ngài] đã đến đất nước này, và cũng giống như trước đây ngài cư ngụ ở đó và họ tôn vinh ngài, có thể người anh em của ta bây giờ tôn vinh ngài gấp 10 lần so với trước đây. Có thể người anh em của ta tôn vinh ngài, (sau đó) trong niềm hân hoan (của mình) để cho ngài ra đi và rồi để ngài có thể quay trở lại. Có thể Šauška (tức là: Ishtar), chủ nhân của bầu trời, bảo vệ chúng ta, người anh em của ta và ta, 100.000 năm, và có thể chủ nhân của chúng ta ban cho cả hai chúng ta niềm vui tuyệt vời. Và chúng ta hãy hành động như những người bạn. Liệu Šauška chỉ là vị thần của một mình ta, và đối với người anh em của ta lại không phải vậy? [26] | ” |
Lời giải thích khả dĩ nhất đó là bức tượng đã được đưa đến Ai Cập để "ban phước lành của bà cho đám cưới của Amenhotep III và Tadukhepa, như bà đã được đưa tới trước đó cho Amenhotep III và Gilukhepa". Như Moran đã viết: "Một cách giải thích khác về sự viếng thăm nữ thần là bà tới để chữa lành cho vị vua Ai Cập khỏi tuổi già và sự ốm yếu, nhưng sự giải thích này dựa hoàn toàn vào sự so sánh và không có sự ủng hộ nào từ lá thư này... Nhiều khả năng, có vẻ như là một mối liên quan với những nghi lễ gắn liền với cuộc hôn nhân của con gái Tušratta, chuyến viếng thăm trước đó được đề cập trong dòng 18f, có lẽ vào dịp cuộc hôn nhân của Kelu-Heba.. (tức là: Gilukhepa)... và cũng chú ý tới vai trò của Šauška cùng với Amun, khiến cho Tadu-Heba được nghĩ là câu trả lời cho những ham muốn của nhà vua. "
Nội dung của bức thư Amarna EA21 được Tushratta gửi đến "người anh em" của ông ta, Amenhotep III đã củng cố vững chắc giả thuyết này.

### Qua đời
Niên đại cai trị được chứng thực cao nhất của Amenhotep III là năm thứ 38, được ghi trên những nắp nhãn bình rượu ở Malkata. Ông có thể đã sống thêm một khoảng thời gian ngắn trong năm 39 nhưng không được ghi lại, và qua đời trước khi thu hoạch mùa rượu vang của năm đó.
Amenhotep III đã được chôn cất ở thung lũng phía Tây của thung lũng các vị vua, trong ngôi mộ WV22. Vào thời kỳ hỗn loạn thứ ba xác ướp của ông được chuyển khỏi ngôi mộ này và được đặt trong ngôi mộ KV35 cùng với một số các vị vua khác của vương triều thứ mười tám và mười chín, cho đến khi được phát hiện bởi Victor Loret vào năm 1898.
Một nghiên cứu về xác ướp của ông được nhà giải phẫu học người Úc Grafton Elliot Smith tiến hành đã đi đến kết luận rằng vị pharaon qua đời vào độ tuổi từ bốn mươi tới năm mươi tuổi. Chính cung của ông, Tiye, còn sống lâu hơn ông cho ít nhất mười hai năm bởi vì bà đã được đề cập trong nhiều bức thư Amarna có niên đại dưới vương triều của con trai bà cũng như được miêu tả cùng ngồi ăn tối với Akhenaten và gia đình hoàng gia của ông ta trong những cảnh từ ngôi mộ của Huya, được thực hiện vào năm 9 và 12 dưới vương triều của con trai bà.

## Triều đình
Có rất nhiều nhân vật quan trọng trong triều đình của Amenhotep III. Những vị tể tướng là Ramose, Amenhotep, Aperel và Ptahmose. Họ được biết đến từ một loạt các di tích đáng chú ý, trong đó có ngôi mộ nổi tiếng của Ramose ở Thebes. Quan coi quốc khố là Ptahmose và Merire. Đại thần là Amenemhat Surer và Amenhotep (Huy). Phó vương của Kush là Merimose. Ông là người đã lãnh đạo các chiến dịch quân sự của vua ở Nubia. Có lẽ viên quan nổi tiếng nhất của nhà vua là Amenhotep, con trai của Hapu. Ông ta không bao giờ nắm giữ một chức vụ cao nào nhưng sau đó đã được tôn thờ như một vị thần và kiến trúc sư chính cho một số ngôi đền của nhà vua. Các tư tế của Amun dưới vương triều của nhà vua bao gồm hai người em rể của nhà vua là Simut và Anen. Cả hai đều là nhà tiên tri thứ hai của Amun.

## Công trình

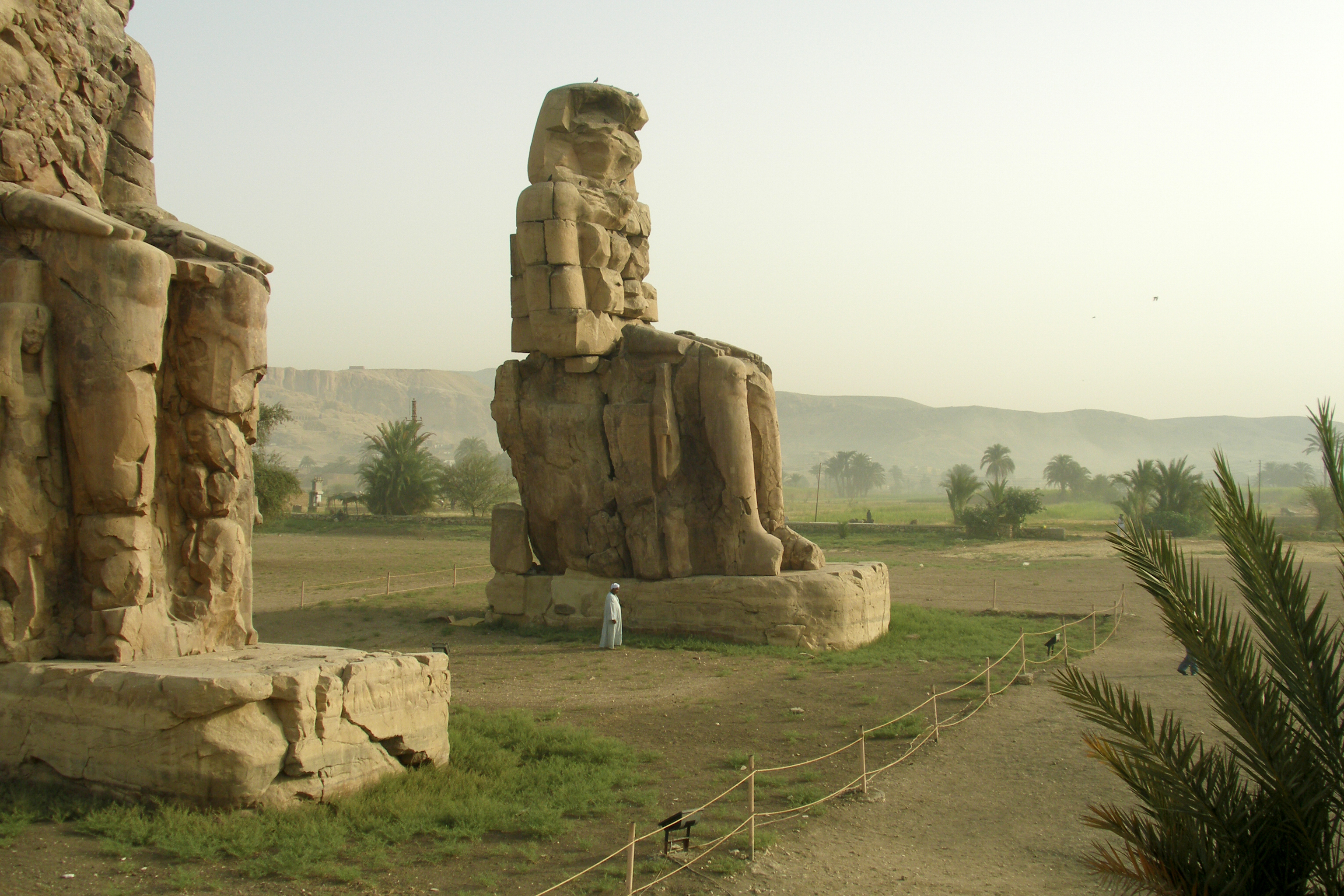
The northern Colossus of Memnon

Amenhotep III đã cho xây dựng một cách rộng rãi tại ngôi đền Karnak bao gồm ngôi đền Luxor với hai tháp môn, một hàng cột phía sau lối vào đền thờ mới, và một ngôi đền mới cho nữ thần Ma'at. Amenhotep III đã cho phá bỏ tháp môn thứ tư của đền thờ Amun ở Karnak, để xây dựng một tháp môn thứ ba mới và tạo ra một lối vào mới cho kiến trúc này.
Ngôi đền an táng khổng lồ của ông trên bờ tây của sông Nile vào thời điểm đó là phức tôn giáo lớn nhất ở Thebes, nhưng thật không may, nhà vua đã chọn địa điểm để xây dựng nó quá gần với vùng đồng bằng và chưa đầy hai trăm năm sau, nó chỉ còn là một đống đổ nát. Phần lớn các khối đá đã bị Merneptah và pharaon sau đó tái sử dụng cho các dự án xây dựng của họ. Các bức tượng của Memnon-hai bức tượng đá khổng lồ, cao mười tám mét, mà Amenhotep cho dựng tại phía trước ngôi đền an táng của ông là những tàn tích còn tồn tại của phức hợp này. Amenhotep III cũng cho xây dựng tháp môn thứ ba tại Karnak và cho dựng 600 bức tượng của nữ thần Sekhmet trong ngôi đền Mut, phía nam của Karnak.